# Nec pluribus impar

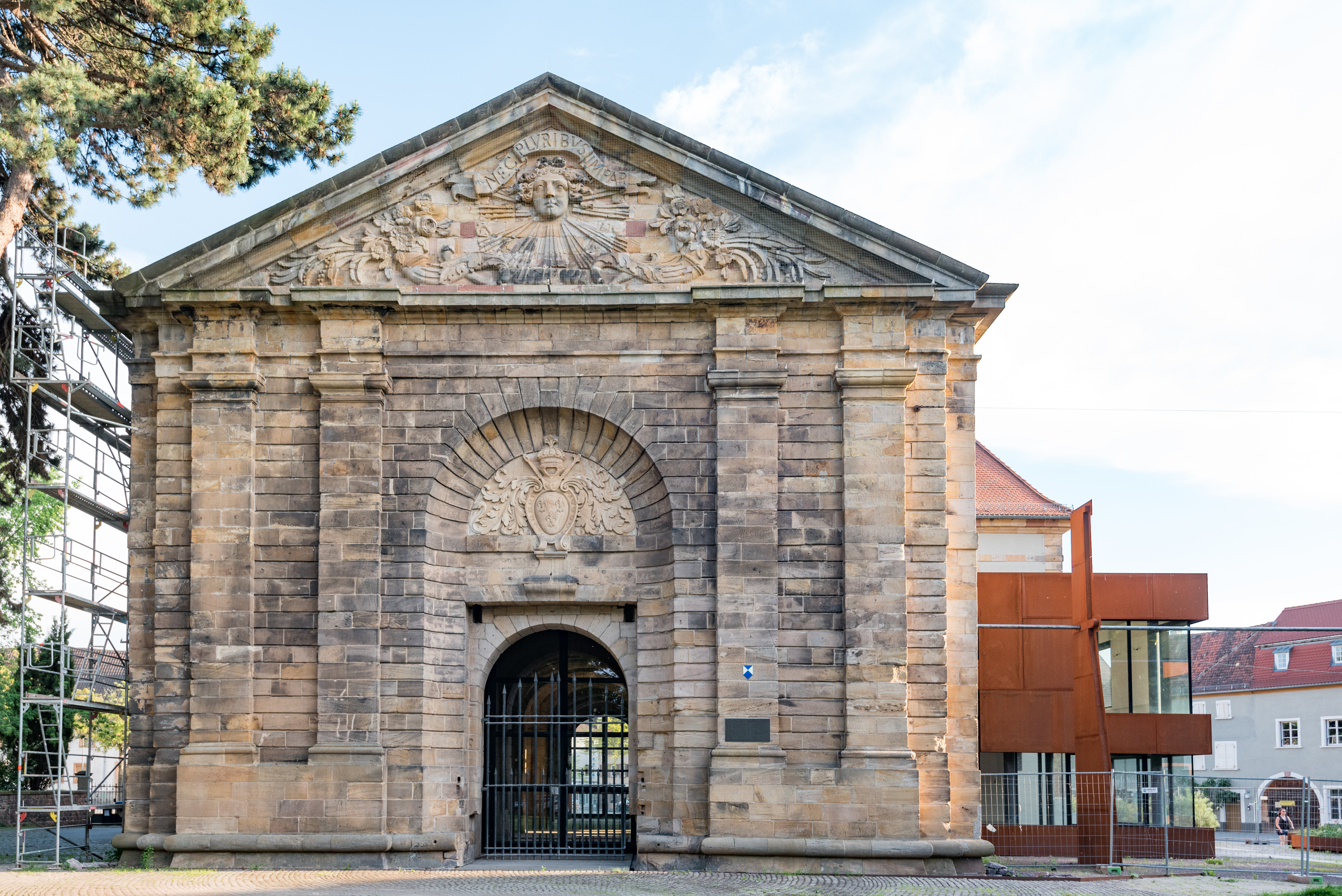
Deutsches Tor der einstigen Festung Landau, im Giebelfeld das Motto Nec pluribus impar

Nec pluribus impar ist der Wahlspruch des Königreiches Frankreich im 17. und 18. Jahrhundert, von König Ludwig XIV. eingeführt. Der Sonnenkönig schmückte entsprechend sein Wappen, es wurden aber auch die Feldzeichen der französischen Armee mit Nec pluribus impar versehen.
Der lateinische Wahlspruch ist wörtlich mit „Auch nicht mehreren unterlegen“ zu übersetzen. Eine freiere Variante wäre „Sogar einer Vielzahl/Überzahl ebenbürtig  bzw. gewachsen“. Ob mit „pluribus“ die Vielzahl der größeren und kleineren deutschen Fürsten gemeint war oder das gesamte europäische Mächtekonzert, ist nicht eindeutig.
Das Motto zierte unter anderem die Geschützläufe der unter Florent-Jean de Vallière (1667–1759) ab 1732 modernisierten und vereinheitlichten französischen Artillerie (Vallière-System, mit gezogenen Rohren nach der Methode von Jean Maritz (1680–1743)).
Noch heute ist Nec pluribus impar der Wahlspruch des 1. Kavallerieregiments der Fremdenlegion.
Auch in Deutschland ist das Motto Ludwigs XIV. zu finden. Es prangt an der unter Vauban ausgebauten, damals französischen Festung Landau in den Giebelfeldern der stadtauswärts gelegenen Portalseiten des Deutschen und des Französischen Tores. Im Schloss Linderhof des bayerischen „Märchenkönigs“  Ludwigs II. zeigen an der Decke des Vestibüls über dem Reiterstandbild Ludwigs XIV. vor einer strahlenden Sonne zwei Putten dessen Devise.
Dem Motto des französischen „Sonnenkönigs“ setzte der preußische König Friedrich Wilhelm I. selbstbewusst seinen Wahlspruch entgegen: Non soli cedit! („Er – nämlich der preußische Adler – weicht der Sonne nicht“). Sein frankophiler Nachfolger Friedrich II. änderte das Motto in Pro Gloria et Patria, ließ aber das alte Non soli cedit nach dem Krieg gegen Frankreich am Giebel des neu errichteten Neuen Palais in Potsdam anbringen.